# Bolesław Matuszewski
Piotr Bolesław Matuszewski (używał tylko drugiego imienia, we Francji Bolesla(u)s Matuszewski; ur. 19 sierpnia 1856 w Pińczowie, zm. 1943) – polski fotograf, teoretyk sztuki filmowej, operator filmowy, prekursor reportażu, filmu dokumentalnego i naukowego oraz pionier światowej i polskiej kinematografii  .

## Życiorys
Urodził się dnia 19 sierpnia 1856 roku w Pińczowie, w ówczesnym zaborze rosyjskim (gubernia radomska). Za dzień jego urodzin uchodzi także 21 października 1856 roku, która jest jednak datą chrztu. Był synem nauczyciela języka francuskiego Aleksandra i Stanisławy z Pochowskich. Miał trójkę rodzeństwa: dwie siostry oraz młodszego brata Zygmunta.
Jego ojciec Aleksander był nauczycielem oraz tłumaczem języka francuskiego. Dzięki niemu Bolesław opanował płynnie ten język i wyjechał na studia do Francji. W latach 80. XIX wieku przebywał wraz z bratem w Paryżu, gdzie zafascynował się fotografią i doskonalił swoje umiejętności w tej dziedzinie. Działał jako fotograf w stowarzyszeniu „LUX”, a od roku 1894 stał się jednym z członków założycieli Stowarzyszenia Muzeum Francuskiej Fotografii Dokumentalnej. W 1895 roku wraz z młodszym bratem Zygmuntem założył atelier fotograficzne przy Marszałkowskiej 111 w Warszawie pod nazwą Paryska Fotografia Lux Sigismond et Comp. Firma dostarczała w latach 1897–1899 reprodukcje zdjęć dla „Tygodnika Ilustrowanego”, funkcjonując na polskim rynku do 1908 roku.
W latach 1899–1904 był równocześnie właścicielem atelier fotograficznego „Benque” w Paryżu, w którym portretowano głównie aktorów teatralnych i śpiewaków. Niektóre źródła podają, że Matuszewski był jednym z operatorów firmy Lumière, Jacques Rittaud-Hutinet podaje jednak to twierdzenie w wątpliwość.
Od 1896 z aparatem fotograficznym oraz kinematografem śledził różne uroczystości na dworze cara Mikołaja II. Według pracy Siemiona S. Ginzburga Kinematografii dorewolucionnoj Rossiji wydanej w 1966 roku pełnił na dworze carskim funkcję nadwornego fotografa cara Mikołaja II.

## Filmy
Matuszewski w ramach swojej firmy Lux-Sigismond zatrudnił kilku operatorów i oprócz wykonywania fotografii realizował również filmy dokumentalne – reportaże, filmy medyczne, obrazki z życia codziennego. Już w latach 1896–1898 nakręcił kilkanaście filmów z życia dworu rosyjskiego, niemieckiego i austriackiego, a także liczne scenki rodzajowe. W listopadzie 1896 sfilmował m.in. wizytę cara w Warszawie.
Nieoczekiwany światowy rozgłos Matuszewski zyskał w 1897 roku, kiedy zarejestrował wizytę prezydenta Francji Félixa François Faure’a w Petersburgu. Dokument ten był szeroko komentowany w prasie europejskiej ze względu na wydarzenia polityczne. Kanclerz Rzeszy Otto von Bismarck zarzucił francuskiemu prezydentowi, że dopuścił się on podczas tej wizyty obrazy wobec Rosji, uchybiając protokółowi dyplomatycznemu i witając jeden ze sztandarów wojskowych wzniesieniem ręki zamiast zdjęciem cylindra. Z kolei Félix François Faure zarzucił niemieckiemu kanclerzowi świadome kłamstwo mające na celu wywołanie napięcia dyplomatycznego pomiędzy Francją a Rosją. Uwaga dziennikarzy skupiła się na filmie Matuszewskiego z tej ceremonii, który nie potwierdził wersji Bismarcka. Cały incydent stał się później ważnym argumentem wspierającym tezę Polaka o dokumentacyjnej wartości filmu oraz postulowanej przez niego konieczności archiwizowania materiałów wizyjnych. Film z tego wydarzenia pt. Wizyta prezydenta Faure’a w Petersburgu został podarowany Polskiej Filmotece Narodowej przez Cinémathèque française.
Matuszewski był prekursorem reportażu filmowego oraz filmografii naukowej. Zarejestrował między innymi kilka operacji chirurgicznych w szpitalach Warszawy, Petersburga i Paryża utrwalając między innymi amputację nogi, operację głowy, skomplikowane porody oraz pacjentów z chorobami umysłowymi. Na przełomie kwietnia i maja 1898 roku w Paryżu sfilmował operacje sławnego francuskiego chirurga, doktora Eugène’a Doyena. Prosił on o zarejestrowanie operacji na taśmie filmowej w celach naukowych, aby móc pokazywać ich przebieg swoim studentom.
W 1898 roku Matuszewski wysłał kilku swoich operatorów z kinematografami w różne regiony Polski, aby nagrywali filmy o tematyce folklorystycznej z zabaw, obrzędów ludowych i obyczajów na polskich wsiach, przyczyniając się do rozwoju etnografii.
Firma organizowała także pokazy swoich filmów dla publiczności przy okazji festynów, zabaw czy innych wydarzeń. W 1899 roku pokaz taki odbył się na zabawie tanecznej w Dolinie Szwajcarskiej w Warszawie, gdzie Matuszewski zaprezentował „kinematograf ze scenami humorystycznymi”.
| Nr | Tytuł/treść                                   | Miejsce powstania    | Rodzaj filmu | Kamera       | Data                  | Czas [min] |
| -- | --------------------------------------------- | -------------------- | ------------ | ------------ | --------------------- | ---------- |
| 1  | „Koronacja cara Mikołaja II”                  | Petersburg           | dokument     | kinematograf | maj 1896              |            |
| 2  | „Zdjęcia operacji”                            | Warszawa, Petersburg | dokument     | kinematograf | maj 1896              |            |
| 3  | Wizyta cesarzy Austrii i Niemiec w Rosji      | Petersburg           | dokument     | kinematograf | 1896                  |            |
| 4  | Odjazd na manewry w Polsce                    | Petersburg           | dokument     | kinematograf | 1896                  |            |
| 5  | Uroczystości powitania cara w Warszawie       | Warszawa             | dokument     | kinematograf | listopad 1896         |            |
| 6  | Podróże i polowania cara w Białowieży i Spale | Białowieża, Spała    | dokument     | kinematograf | 1896                  | ?          |
| 7  | Pobyt cara w Darmsztacie                      | Darmstadt            | dokument     | kinematograf | 1896                  | ?          |
| 8  | Jubileusz królowej Wiktorii                   | Londyn               | dokument     | kinematograf | 1896                  | ?          |
| 9  | "Wizyta cesarza Wilhelma II w Peterhofie”     | Peterhof             | dokument     | kinematograf | 1897                  | ?          |
| 9  | Sceny z wydarzeń w Paryżu                     | Paryż                | dokument     | kinematograf | przed 25 marca 1898   | ?          |
| 10 | Zdjęcia operacji w szpitalach Paryża          | Paryż                | dokument     | kinematograf | kwiecień-maj 1898     | ?          |
| 11 | Wyścigi konne w Warszawie                     | Warszawa             | dokument     | kinematograf | przed 11 czerwca 1898 | ?          |
| 12 | Rodzajowe lokalne, warszawskie                | Warszawa             | dokument     | kinematograf | 1898                  | ?          |
| 13 | Sceny ludowe w Polsce                         | Polska               | dokument     | kinematograf | 1898                  | ?          |
| 14 | Pobyt cara w Spale                            | Spała                | dokument     | kinematograf | 1898                  | ?          |

## Publicystyka

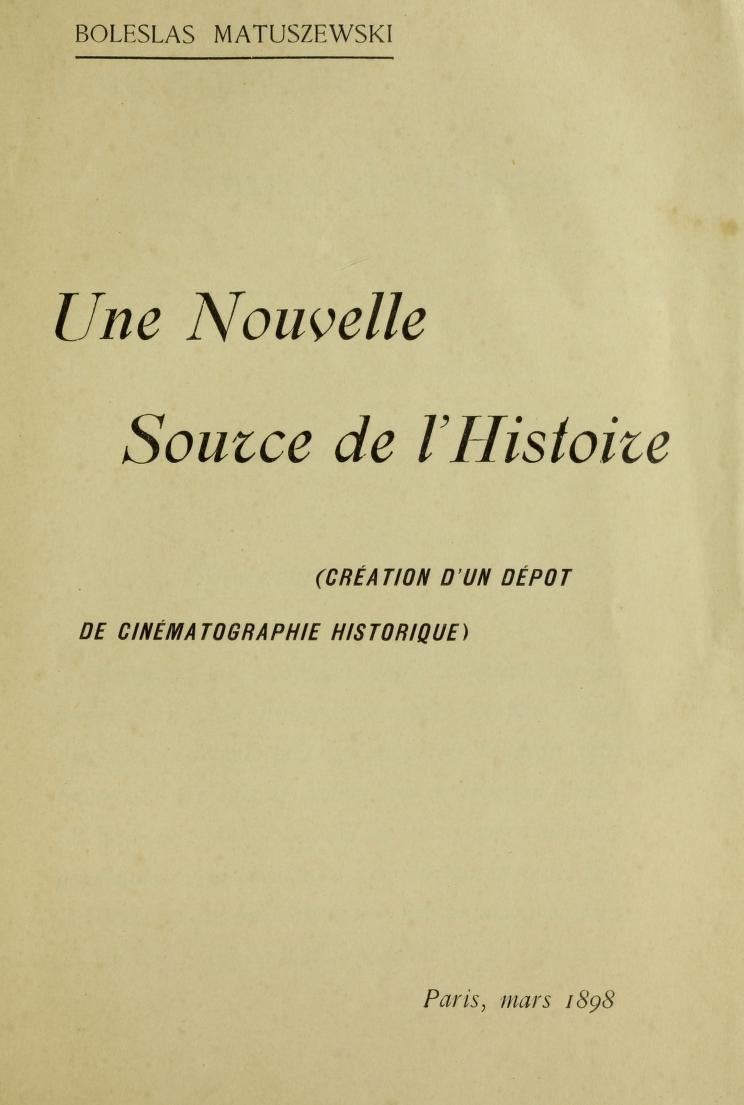
Pionierska publikacja Matuszewskiego Nowe źródło historii z 1898 roku omawiająca archiwizacyjną funkcję filmu.

Matuszewski zasłynął jako pionier myśli filmowej. Był pierwszym teoretykiem filmu, który podkreślał ogromną wagę dokumentacyjną kina, postulując jednocześnie stworzenie archiwum filmowego, gdzie materiały filmowe byłyby chronione i zachowane dla przyszłych pokoleń . Jego dwa ważne teksty na ten temat ukazały się w formie broszur w języku francuskim w Paryżu. Uchodzą one za pierwsze manifesty programowe dotyczące filmu w historii kinematografii światowej.
Matuszewski zawarł w nich swoje poglądy na temat kinematografii, a także przedstawił prognozy jej rozwoju. Podkreślał wartość dokumentacyjną filmu jako zapisu rzeczywistości, który pozwala zarejestrować obraz taki jaki jest bez retuszu (wówczas był on technicznie niemożliwy). Fabularne filmy inscenizowane, realizowane w zaaranżowanych wnętrzach i sytuacjach nie przedstawiały dla niego żadnej wartości stanowiąc rozrywkę tłumu. Zwracał także uwagę na użyteczność społeczną filmu jako nośnika treści edukacyjnych mogącego znaleźć zastosowanie dla ilustracji procesów technologicznych, produkcyjnych, zagadnień naukowych oraz archiwizacji aktualnej rzeczywistości dla przyszłych pokoleń.
Oprócz publikacji poświęconych teorii filmu twórczość Matuszewskiego dotyczyła także technicznych tematów związanych z filmem i fotografią:
- 1898 – Une nouvelle source de l’histoire, czyli Nowe źródło historii
- 1898 – La photographie animée, ce qu’elle est, ce qu’elle doit être (Ożywiona fotografia, czym jest, czym być powinna).
- 1901 – Les portraits sur emaux vitrifies

## Upamiętnienie
- W 2012 Jerzy Bezkowski nakręcił 39 minutowy film dokumentalny pt. „Bolesław Matuszewski. Nieznany pionier kinematografii”[18].